# Superserien för herrar 2022
Superserien 2022 var Sveriges högsta division i amerikansk fotboll för herrar säsongen 2022. Serien spelades 2 april–23 juni och vanns av Stockholm Mean Machines. Lagen mötte de andra lagen i dubbelmöten hemma och borta. Vinst gav 2 poäng, oavgjort 1 poäng och förlust 0 poäng.
Efter att serien var avslutad gick samtliga lag vidare till slutspel. SM-slutspelet spelades 2 juli–9 juli och vanns av Stockholm Mean Machines.

## Tabell
| Nr | Lag                            | S | V | O | F | V%    | GP  | IP  | PS  | P  |
| -- | ------------------------------ | - | - | - | - | ----- | --- | --- | --- | -- |
| 1  | Stockholm Mean Machines        | 6 | 6 | 0 | 0 | 1,000 | 220 | 129 | +91 | 12 |
| 2  | Örebro Black Knights (RL) (RM) | 6 | 3 | 0 | 3 | 0,500 | 140 | 151 | −11 | 6  |
| 3  | Carlstad Crusaders             | 6 | 2 | 0 | 4 | 0,333 | 101 | 165 | −64 | 4  |
| 4  | Tyresö Royal Crowns            | 6 | 1 | 0 | 5 | 0,167 | 115 | 131 | −16 | 2  |

Färgkoder:
|      | – Kvalificerad för mästerskapsslutspel |
| (RL) | – Regerande ligamästare (seriesegrare) |
| (RM) | – Regerande svenska mästare            |

## Matchresultat
| Hemma \ Borta           | CC      | SMM     | TRC     | ÖBK     |
| Carlstad Crusaders      | —       | 23 – 41 | 14 – 12 | 0 – 46  |
| Stockholm Mean Machines | 37 – 35 | —       | 34 – 20 | 51 – 7  |
| Tyresö Royal Crowns     | 7 – 10  | 21 – 31 | —       | 35 – 16 |
| Örebro Black Knights    | 22 – 19 | 23 – 26 | 26 – 20 | —       |

## Slutspel

### Semifinaler
|       | 2 juli 2022 | Stockholm Mean Machines | 35 – 22  | Tyresö Royal Crowns | Zinkensdamms IP |  |
| 15:00 | 15:00       |                         | (28 – 7) |                     |                 |  |
| 15:00 | 15:00       |                         |          |                     |                 |  |
| 15:00 | 15:00       |                         |          |                     |                 |  |

|       | 2 juli 2022 | Örebro Black Knights | 43 – 20  | Carlstad Crusaders | Behrn Arena |  |
| 15:00 | 15:00       |                      | (27 – 7) |                    |             |  |
| 15:00 | 15:00       |                      |          |                    |             |  |
| 15:00 | 15:00       |                      |          |                    |             |  |

### SM-final
|       | 9 juli 2022 | Stockholm Mean Machines | 52 – 8   | Örebro Black Knights | Behrn Arena |  |
| 16:00 | 16:00       |                         | (38 – 8) |                      |             |  |
| 16:00 | 16:00       |                         |          |                      |             |  |
| 16:00 | 16:00       |                         |          |                      |             |  |